# Kwartaal
Een kwartaal of trimester is een van de vier perioden van drie opeenvolgende maanden waarin het jaar wordt verdeeld. Kwartaal en trimester komen uit het Latijn: quartus betekent één vierde, tres betekent drie en mensis betekent maanden. Trimester wordt veel in het onderwijs gebruikt. Eens per kwartaal wordt driemaandelijks genoemd. Andere gehanteerde perioden zijn in het onderwijs het semester en in de boekhouding het tertaal of quadrimester.

## Het jaar in kwartalen
Een kwartaal duurt een kwart van een jaar. Dat zijn dertien weken of 91 dagen, maar alleen het tweede kwartaal is altijd precies 91 dagen of 13 weken:
- 1e kwartaal: 90 dagen, plus één extra in een schrikkeljaar, januari tot en met maart
- 2e kwartaal: 91 dagen van april tot en met juni
- 3e kwartaal: 92 dagen van juli tot en met september
- 4e kwartaal: 92 dagen van oktober tot en met december

In de boekhouding gebruikt men 'kwartaal'.

## Trimester
'Kwartaal' en 'trimester' worden niet door elkaar gebruikt.
Een schooljaar is bijvoorbeeld verdeeld in drie trimesters van ongeveer drie maanden:
- 1e trimester tot de kerstvakantie.
- 2e trimester tot de paasvakantie.
- 3e trimester tot de zomervakantie.

Het 4e, de zomertijd, maakt geen deel uit van het schooljaar.
Een zwangerschap die negen maanden duurt wordt wel in drie trimesters verdeeld.